# بعثة الولايات المتحدة للتدريب العسكري في السعودية
بعثة التدريب العسكري الأمريكية إلى المملكة العربية السعودية (بالإنجليزية: United States Military Training Mission)‏ وتُعرف اختصارا ب (USMTM) هي منظمة مساعدة أمنية (SAO) تُديرها وتُمولها في المقام الأول هيئة المبيعات العسكرية الأجنبية (FMS) بين حكومة الولايات المتحدة والمملكة العربية السعودية. جاء تأسيس بعثة التدريب الأمريكية للسعودية نتيجة اجتماع بين الملك عبد العزيز ورئيس الولايات المتحدة فرانكلين روزفلت عُقد في البحيرات المرة في مصر.

## مهام البعثة

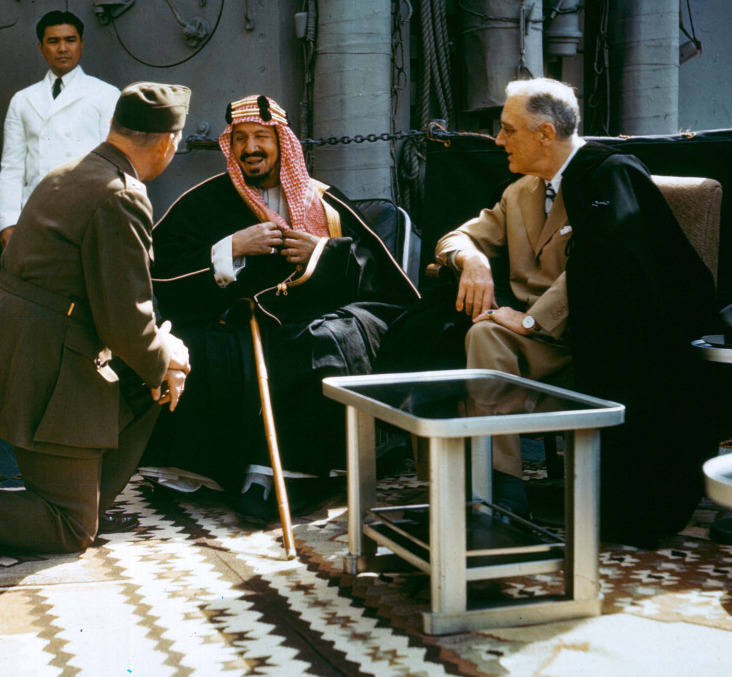
إجتماع الملك عبدالعزيز مع الرئيس فرانكلين روزفلت في البحيرات المرة في منتصف أربعينات القرن العشرين

تقوم البعثة بتنسيق جهود المساعدة الأمنية للتدريب وتقديم المشورة ومساعدة القوات المسلحة السعودية في بناء الخبرات والقدرات الدفاعية من خلال التدريبات العسكرية والتعليم العسكري المهني من أجل تعزيز الأمن الإقليمي وحماية المصالح المشتركة للولايات المتحدة الأمريكية والمملكة المملكة العربية السعودية مع تعزيز الشراكة الاستراتيجية.

## أهداف البعثة
الحفاظ على وتعزيز الشراكة الاستراتيجية بين المملكة العربية السعودية والولايات المتحدة الأمريكية.
التدريب وتقديم المشورة والمساعدة للقوات المسلحة السعودية (SAAF) من أجل :
- تطوير الخطط والسياسات الاستراتيجية.
- إجراء العمليات والتمارين العسكرية المشتركة في إطار التحالف بين البلدين.
- الحفاظ على التشغيل البيني بين القوات المسلحة السعودية والولايات المتحدة والشركاء الإقليميين المتبادلين.
- مأسَسَة برنامج التعليم العسكري المهني.
- قياس الاستعداد لاستدامة وتحديث القوة.

## الهيكلة
بعثة التدريب العسكري الأمريكية إلى المملكة العربية السعودية هي قيادة مشتركة مُؤلفة من ضباط وأفراد مسجلين في الجيش والبحرية والقوات الجوية ومشاة البحرية. يحمل رئيس البعثة لقب «القائد» (بالإنجليزية: Chief)‏ وهو أيضا المُمثل الأعلى لوزارة الدفاع الأمريكية لدى المملكة العربية السعودية. البعثة هي حلقة الوصل الرئيسية بين القوات المسلحة الأمريكية ووزارة الدفاع والطيران السعودية.
تنقسم البعثة إلى ستة أقسام، يشتغل كل منها مع نظيره السعودي:
- الشعبة الاستشارية المشتركة (JAD): تعمل مع وزارة الدفاع والطيران (MODA).
- شعبة القوات البرية (LFD): تعمل مع القوات البرية الملكية السعودية (RSLF).
- شعبة القوات البحرية (NFD): تعمل مع القوات البحرية الملكية السعودية (RSNF).
- قسم القوات الجوية (AFD): تعمل مع سلاح الجو الملكي السعودي (RSAF).
- شعبة قوات مشاة البحرية (MFD): تعمل مع مكون قوات مشاة البحرية الملكية (RSFMF) في القوات البحرية الملكية السعودية.
- شعبة قوات الدفاع الجوي (ADF): تعمل مع قوات الدفاع الجوي الملكي السعودية (RSADF).

## تسلسل الأوامر
بعثة التدريب العسكري الأمريكية إلى المملكة العربية السعودية هي مُهمة تدريبية مشتركة وعنصر قيادة وظيفي تشتغل تحت إمرة القيادة العسكرية للقيادة المركزية للولايات المتحدة، قاعدة ماكديل الجوية، فلوريدا. مهمة البعثة هي تقديم المشورة والمساعدة للقوات المسلحة السعودية من خلال جهود التعاون الأمني في تطوير وتدريب ودعم قوات الدفاع الذاتي للمملكة العربية السعودية من أجل الحفاظ على الأمن الإقليمي. إن مهمة البعثة تدعم بشكل مباشر إستراتيجية العمل التي تشتغل بها القيادة المركزية للولايات المتحدة في التشكيل والاستجابة والإعداد، من خلال التواجد المستمر، وبرامج التمارين العسكرية الثنائية والمتعددة الأطراف، وأنشطة المساعدة الأمنية، والمبيعات العسكرية الأجنبية.
سواء الأفراد العسكريين والمدنيين المُعينين في البعثة هم تحت رعاية وزارة الخارجية الأمريكية ووزارة الدفاع والطيران في المملكة العربية السعودية، ويُصنفون على أنهم ليسوا مُقاتلين بموجب المادة 22 من قانون الولايات المتحدة.

## التاريخ
تُؤطر كل من اتفاقية المساعدة الدفاعية المُتبادلة لعام 1951 واتفاقيات 1977 (معروفة باسم اتفاقية بعثة التدريب العسكرية الأمريكية إلى السعودية)، عمل وطريقة اشتغال بعثة التدريب العسكري الأمريكية إلى المملكة العربية السعودية. تم تأسيس البعثة رسميا في 27 يونيو 1953 وتُعد مكونًا أساسيًا في التعاون العسكري بين الولايات المتحدة والسعودية.

## رؤساء البعثة
| الخذمة | الاسم                                    | تاريخ الاعتماد              | المرجع |
| ------ | ---------------------------------------- | --------------------------- | ------ |
| (AF)   | العميد ريتشارد أوكفي                     | (أبريل 1949 – يناير 1951)   | [ 2 ]  |
| (AF)   | العميد إدوين داي                         | (يناير 1951 – سبتمبر 1952)  | [ 3 ]  |
| (AF)   | العميد أرين غروفر                        | (يونيو 1952 – أبريل 1955)   | [ 4 ]  |
| (AF)   | العميد جورج شلاتر                        | (أبريل 1955 – أغسطس 1956)   | [ 5 ]  |
| (AF)   | العقيد فردريك ساترلين                    | (سبتمبر 1956 – يوليو 1957)  | [ 6 ]  |
| (AF)   | العميد دايل سميث                         | (يوليو 1957 – نوفمبر 1957)  | [ 7 ]  |
| (AF)   | العميد ألبرت بي كلارك                    | (نوفمبر 1957 – يوليو 1959)  | [ 8 ]  |
| (AF)   | العميد جيمس ماكغهي                       | (يوليو 1959 – يوليو 1961)   | [ 9 ]  |
| (AF)   | العقيد ويليارد ويلسون                    | (سبتمبر 1961 – سبتمبر 1964) |        |
| (A)    | العميد أوسموند ليهي                      | (سبتمبر 1964 – أغسطس 1966)  |        |
| (A)    | العميد وارد رايان                        | (أغسطس 1966 – أكتوبر 1967)  |        |
| (A)    | العميد جيري أدينغتون                     | (أكتوبر 1967 – أغسطس 1969)  |        |
| (A)    | العميد دونالد دانلوب                     | (أغسطس 1969 – يوليو 1971)   |        |
| (A)    | العميد أولين سميث                        | (سبتمبر 1971 – سبتمبر 1973) |        |
| (A)    | العميد جون هيل                           | (سبتمبر 1973 – فبراير 1975) |        |
| (AF)   | العميد جيمس أمان                         | (مارس 1975 – يوليو 1977)    | [ 10 ] |
| (AF)   | اللواء تشارلز كيثي                       | (يوليو 1977 – يوليو 1979)   | [ 11 ] |
| (AF)   | اللواء دونلي جونيور                      | (يوليو 1979 – يوليو 1981)   | [ 12 ] |
| (AF)   | اللواء نيل إيدنز                         | (يوليو 1981 – يوليو 1983)   | [ 13 ] |
| (AF)   | اللواء سبينس إم. أرمسترونغ               | (يوليو 1983 – يوليو 1985)   | [ 14 ] |
| (AF)   | اللواء راسل فيوليث                       | (يوليو 1985 – مايو 1987)    | [ 15 ] |
| (AF)   | اللواء جون فارينغتون                     | (مايو 1987 – يوليو 1989)    | [ 16 ] |
| (AF)   | اللواء دونالد كوفمان                     | (يوليو 1989 – أغسطس 1991)   | [ 17 ] |
| (A)    | اللواء توماس رام                         | (أغسطس 1991 – أغسطس 1993)   |        |
| (A)    | اللواء ويليام بويس                       | (أغسطس 1993 – أكتوبر 1995)  |        |
| (A)    | اللواء جيمس رايلي                        | (أكتوبر 1995 – يونيو 1997)  |        |
| (A)    | اللواء جون مارسيلو                       | (يونيو 1997 – يونيو 2000)   |        |
| (AF)   | اللواء سيلاس جونسون                      | (يونيو 2000 – أكتوبر 2001)  | [ 18 ] |
| (AF)   | اللواء مايكل فاراج                       | (أكتوبر 2001 – أغسطس 2003)  |        |
| (A)    | العقيد جاك همفري (القائم بأعمال الرئيس)  | (أغسطس 2003 – أكتوبر 2003)  |        |
| (AF)   | اللواء لاري تويتشل                       | (أكتوبر 2003 – نوفمبر 2006) | [ 19 ] |
| (A)    | اللواء ريث هيرنانديز                     | (نوفمبر 2006 – مارس 2009)   |        |
| (AF)   | اللواء بول فان سيكل                      | (مارس 2009 – مارس 2011)     | [ 20 ] |
| (USMC) | العقيد جاي هيوستن (القائم بأعمال الرئيس) | (مارس 2011 – يوليو 2011)    |        |
| (AF)   | اللواء ديفيد كومنز                       | (يوليو 2011 – يوليو 2013)   | [ 21 ] |
| (AF)   | اللواء توماس هاروود                      | (يوليو 2013 – يوليو 2015)   |        |
| (A)    | اللواء بيتر أوتلي                        | (يوليو 2015 – أغسطس 2018 )  |        |
| (A)    | العقيد روبرت لي ماغي                     | (سبتمبر 2018 – أغسطس 2019)  |        |
| (A)    | العقيد براد غاندي                        | (أغسطس 2019 – الحاضر)       |        |

(A) = الجيش، (AF) = القوات الجوية، (USMC) = قوات المارينز